# 四姉妹エンカウント
『四姉妹エンカウント』（しとらすエンカウント）。は大島永遠による日本の漫画作品。ゲーム雑誌『週刊ファミ通』（エンターブレイン）内で隔週刊連載、同誌のウェブサイトの一つ『ファミ通コミッククリア』でも遅れて不定期連載された。コミックスは全7巻。

## 作品概要
2009年9月24日発売の同年10月8日号より連載開始。2009年10月9日よりウェブコミックとして『ファミ通コミッククリア』でも連載開始し数週間後には無料で読むことができた。この展開は同誌の歴史では初。単行本化は2010年8月11日より開始することが決まった。単行本発売以降はサンプルとして試し読み可能な第1話以外は該当話数およびおまけの4コマ（第♥♥話）はAmazon.co.jpにある同本の販売ページにジャンプするようになっている。
女子ゲーマー四姉妹に振り回される男性ゲーマーの日常を描いたギャグ漫画で、作品の随所にゲーム作品が登場する。話数表記は、誌面およびウェブコミック上では「Vol.（数字）」、公式サイト上では「第（数字）話」で表記されているが、単行本化時にサブタイトルに置き換えられている。以降ここでの紹介は、特に断りがなければ、公式サイトでの話数表記と括弧書きで単行本で表記されているサブタイトルを併記して紹介していく。
2011年6月には「Encount! 橘家四姉妹」のタイトルで台湾版（繁体字版）が発売された。その中の広告では、なぜか次女の伊予が四姉妹の紹介コマのいずれにも登場している。

## あらすじ
10年ぶりに故郷の町に帰ってきた主人公今野未来。容姿・学力は至って普通なものの、ゲーマーとしての腕は確か。そんな彼がひょんなことからゲーマーな四姉妹と出会うことになる。その四姉妹、実は未来の幼馴染みだった。

## 登場人物

### 主要人物
今野未来（こんの みらい）
本作の主人公。1989年3月25日生まれの20歳。A型。身長177cm・体重77kg。大学生。容姿・知力・体力・精力は至って普通であまりの普通さに柚香・比良実から呆れられている。女性は苦手。ただゲームの腕は確かで、『ドラクエIX』のプレイ時間は1200時間で宝の地図のクリア数もかなり多く、主人公の住む町に初めて「川崎ロッカーの地図」を持ち込んでいる。また『モンスターハンターポータブル2ndG』のプレイ時間は4000時間を数える。ゲーム全般が得意でもあるため、四姉妹からゲーム要員として任命され主に携帯ゲーム機をプレイする。特にギャルゲー、中でも『ラブプラス』がお気に入りで、同作品を茶化されると容赦ないところがある。コントローラーを握らせると、勝手にスーパープレイを披露してしまい、わずか1秒で格闘ゲームでの劣勢を逆転できるほどでもある。ただし、先述の通りゲーム全般が得意であるものの、体感ゲームは日ごろ運動不足なためか若干苦手なところがある。なお、機械であれば、監視カメラの再生といった操作もできる。
熱血漢ではあるものの、メンタル面で弱い、かつ怖がりなところがあり、四姉妹の「口撃」で自分の部屋に引きこもったり、柚香のヤンキー姿に怯えることもある。
幼少の頃、四姉妹の住む町の3丁目に住んでいたことから「3丁目の勇者みらいん」と呼ばれていたことがあるため、今でも後述の四姉妹からは「みらいん」と呼ばれることがある。
引越前は男子寮に住んでいたが、現在は両親と共に四姉妹の隣の家に住んでいる。そのため主人公の部屋から四姉妹が「侵入」することも日常茶飯事。ただ四姉妹との結婚は現状望んでいない。一方で、四姉妹との強制キスイベントの時は蜜柑を選んでいる（ただし、キス自体は避けている）。
大学内ではゲーマーであることをひた隠しにしている。ニンテンドーDSを持っていても学習ソフトをやっているためとごまかしている。特に後述する天糸瓜ブラザーズに素性がばれるのを恐れている。
好きな場所は江の島で、『トモダチコレクション』で付けられる島の名前にしたほど。
かつてポケットビスケッツ存続のための署名活動を行っていたことがある。
女装姿でアイドルオーディションに出演した際、会場の周囲をざわつかせたほど（ただし本人は非常にやりたくなかった模様）。

#### 四姉妹
主人公の隣町（4丁目）に住んでいる四人姉妹。通称「4丁目の4姉妹」（しかし、丘ノ花町2-4とあるため、区画整理が施されている模様）。
両親は既にセミリタイアし旅行三昧で常に不在。そのため、4人で炊事や洗濯などを切り盛りしている。テレビが1台しかないため、プレイするゲームによっては姉妹の間で取り合いになることも。名字は橘（たちばな）。姓名に柑橘類（シトラス）の名が付いている。
柚香（ゆずか）
四姉妹の長女。1982年7月7日生まれの27歳。A型。身長163cm・体重49kgで、スリーサイズはB83・W60・H90。エンターブレインに勤めるキャリアウーマンでファミ通のデスク。通称『格ゲーのお柚』。未来のことを「少年」と呼んでいる。伊予の発言から、人脈は広い模様。
好きなゲームは格闘ゲームを含むアクションゲーム・レトロゲーム。
美人ではあるが男勝りの面があり、オヤジギャグを日常発しているだけでなく、時にセクハラまがいの発言もすることもある。いまだ独身のため、クリスマスやバレンタインなどといった恋愛絡みの行事に嫌悪感やトラウマを抱いている節があり、クリスマスケーキやバレンタインのチョコレートが確信犯的な行動で呪いのグッズ化したことも。なお、年下の男は恋愛対象の眼中にない。
伊予を除いた平成生まれの妹達や未来などとの世代間ギャップに打ちひしがれることもある。またいわゆるアラサーだが、三十路ないしはそれ絡みの発言をされると深く傷き、立ち直るのに時間がかかる。しかし酷いと逆ギレすることもあり、発言が過激になることもある。それに絡んで、肌荒れを非常に気にしているため、過剰な防衛策を施している。
ライター（編集者）をやっている関係から造語を作るのが得意。
ホワイトデーの際に、ノートパソコン（ソニー・VAIOFシリーズ）を未来にねだっている。
末の妹である蜜柑思いの一面を持っている。
着ぐるみも含めたコスプレ好き。特に『ダンガンロンパ』のモノクマの着ぐるみは複数回着ている。
後述する天糸瓜卯里には半ばストーキングに近い行為を取られている。
かつてヤマンバメイクを施していたことがあり、その場にいたメンバーを驚愕させている。柚香いわく「若気の至り」とのこと。
藤みのりが雑誌の力を使ってオーディション優勝を勝ち取ろうとした際、姑息な手段は使えないと言い放ち、あくまで自分の実力で正々堂々と勝負する面を見せている。
伊予（いよ）
四姉妹の次女。1988年1月11日生まれの21歳。B型。身長167cm・体重52kgで、スリーサイズはB80・W59・H84。料理の専門学校に通う学生のため、炊事などの家事を担当することが多い。iPhoneのようなスマートフォンを持っている。
好きなゲームはホラーゲーム。これらの作品に触れると癒されるため、なかなか離れない。初めて触れた作品が15年前に家にあった『弟切草』で、この作品で感情が大きく揺れたため、ホラーゲームの虜になっている。
普段はあまり喋らずマイペース。四姉妹の中では最も冷静で、料理ができることを利用した懐柔は男女問わず有効。自分の発言を否定されるとふて寝して半日起きてこない。また時間に厳格で、特に御飯の時間は必ず守る。ただし、根は単純。
ホワイトデーの際に、ル・クルーゼの鍋セットを未来にねだっている。
林檎に『ときめきメモリアル Girl's Side 3rd Story』の特徴（三角関係）を利用したゲーム対決の際に、男役に仕立てられたことがある。
寝ると白眼をむき、呪いの言葉とも取れる寝言を発する。
比良実（ひらみ）
四姉妹の三女。1989年10月10日生まれの20歳（未来とは同い年で伊予とは年子になる）。AB型。身長160cm・体重47kgで、スリーサイズはB86・W60・H88。柚香の発言から、高校卒業後はニート生活を送っている模様（本人は「ギャル研究生」と発言している）。趣味は美容・ゲーム・ギャル研究。
好きなゲームはRPG。未来いわくゲームの腕はそこそこなものの、運動能力と新しいものへの飲み込みが早く、センスがあると評している。そのため、体感ゲームも得意といえる。
ギャル語・下ネタをよく発し、あっけらかんとした性格をしている。家ではお客さんが来ていない限りは裸族（実際は下着姿で闊歩している）。世代間ギャップはあるものの長女の柚香や林檎とのシンパシーは高い。ネイルアートが特技としているからか手先が器用で、オムライスのケチャップ掛けでアートができ上がったり、四姉妹の家をホラーゲームに出てくるような洋館に仕立て上げるほど。また編みぐるみも得意。FFファン。
キャバ嬢を目指しているものの、その面接には11回連続で落ちている。11回目の面接に落ちたのは、未来が彼女へのレクチャーの糧にしていたキャバ嬢のベースが『ドリームクラブ』だったため。なお、彼女がキャバ嬢を目指しているのは女としてのスキルを極めたいため。
ホワイトデーの際にシャネルのピアスを未来にねだっている。
寝相が悪く、うたた寝レベルでアクロバティックな寝相になる。
蜜柑（みかん）
四姉妹の四女。1993年4月2日生まれの16歳。O型。身長142cm・体重33kgで、スリーサイズはB70・W52・H73。私立花ノ丘高校の生徒。同校では「伝説の女子ゲーマー」として知られている。
好きなゲームはアクションゲーム。未来いわくゲームの腕前はかなりのものと評している。
場所も問わずキャンディーやスナック菓子など常に何か食べていることが多い。NTTドコモのSH-04Bを持っている。両利き。
四姉妹の中では最も純粋な子で性格も年齢より子供っぽい。天然ボケの側面があり、よく泣く。いわゆるヤンキー座りができない。未来を実の兄のように慕っており、悩みごとなどがあった場合一番頼りにしている。また、彼を『金色のコルダ3』の如月響也に似ていると思っている。
情報収集力が高いためかトレンドには詳しい。ドラクエファン。
初音ミクの歌声のようないびきをかき、寝ぐせも酷い。
非常に寒がりで、物理法則ではありえない着こみ方をしている。「スケートリンク密室殺人（!?）事件」では、その中に仕込んでいたカイロが天糸瓜卯里に残っていたことがきっかけで犯人扱いされてしまう（実際、監視カメラに映った映像で、転がっていった蜜柑にひかれたことで起こっていることがわかるものの、未来は事故として片づけた）。
歌唱表現力は乏しいところがある。歌唱による喜怒哀楽は同じような音階でしか出せない。

### その他登場人物
毛深（けふか）・流暮（るぐれ）
共に第6話・第7話（妄想と現実の間 その2・同 その3）で登場。『トモダチコレクション』クリアのために伊予と比良実によって制作されたキャラクターが実体化したもの。流暮は花ノ丘町にある未来・四姉妹の家の近所のアパートに引っ越してくる（毛深は不明）。毛深の職業は大道芸人（流暮は不明）。後に2人は結婚して隣町に新居を構えることになる。ただし『トモダチコレクション』内の一連の出来事が夢だったため、実際にいた人物ではない。
森林檎（もり りんご）
第14話（林檎と蜜柑 どっちがお好き? その1）で初登場。1994年8月25日生まれの15歳。AB型。身長144cm・体重35kgで、スリーサイズはB72・W54・H75。リンゴのワンポイントの付いたゴム髪止めを付けている。前歯が出っ歯でバンパイアの牙のようになっているが林檎自身はチャームポイントと思っている。ピーマン嫌い。蜜柑からは「もりりん」と呼ばれている。高飛車だがツンデレ気味。
蜜柑をライバル視しており、四姉妹を巻き込んでのコンピューター・スポーツ・ロールプレイ問わずゲーム勝負を仕掛けてくることもある。姉達を打ち負かしているところを見ると、その実力はかなりのものである。
子供の頃から金色のコルダシリーズといった乙女ゲーム好き。『金色のコルダ3』に出てくる如月響也のような男が好みのタイプ。ただし、蜜柑が似ていると言った未来は背景扱いしている。さらに四姉妹とのゲーム対決で未来を賞品扱いにまでしており、蜜柑以外の四姉妹同様、好みの男である未来以外の扱いはぞんざいである。ただ、子供っぽい一面もあり、伊予の手料理で子供扱いされながらも骨抜きにされている。
男の姿になった粋花を見て、普段の姿を思いだせないまま一目ぼれしてしまう。
子供の頃から、父の教育方針で自社ゲームを触れさせされる、部屋をマッチョな人のポスターに貼られる、マッチョ姿の人ばかり見合い相手に選ばれたため、マッチョ的なものを見たり触れたりすると、目と口が『3』になるアレルギーを持っている。
天糸瓜 卯里（へちま うり）
第18話（みらいん大学生活のナゾ その1）で初登場。1989年5月21日生まれの20歳。B型。身長176cm・体重65kg。未来とは大学の同期生でゲーム研究部を組織している。「2丁目のヘチマーズ」ことへちまブラザーズのひとりで、粋花とは年子になる。子供の頃に自分達を打ち負かした「3丁目の勇者みらいん」（未来）を粋花のために探しており、粋花の婿にせんとしている。また卯里自身は「格ゲーのお柚」こと柚香にも負けており、彼女の婿にならんと半ばストーキングに近いほど執心している。
好きなゲームはアクションゲーム。未来いわく、シューティングゲームも好みで、練習やり込み努力型と評している。
父親から叩きこまれた天糸瓜家訓と称する漢の中の漢に育て上げる教育方針を遵守している。
粋花同様、友人が少ないらしく、未来の友人という方便にも真を受けてしまう。
長く未来と接しているにもかかわらず、彼自身を「3丁目の勇者みらいん」と確信していないため、ウェブ上の紹介文では「アホなのかもしれない」、2巻巻末のプロフィールには性格を「ポジティブバカ」と紹介されている。
「スケートリンク密室殺人（!?）事件」の回では、メンバーから勝手に死人扱いされ、柚香からは「変態を苦に自殺した」と曲解されていた。
天糸瓜 粋花（へちま すいか）
第18話（みらいん大学生活のナゾ その1）で初登場。1990年6月21日生まれの19歳。B型。身長167cm・体重54kg。未来とは大学の後輩でゲーム研究部を組織している。「2丁目のヘチマーズ」ことへちまブラザーズのひとり。子供の頃に自分達を打ち負かした「3丁目の勇者みらいん」（未来）を婿にせんと探している。ただし、性別は男（未改造）である。しかし見た目と心は女性であるため、普段は女装して生活しているだけでなく、パンツを除いて女性ものの下着・水着を着用しており、水着はパレオを着けていれば未改造状態でも問題ないと発言している。ただし、この女装行為は父親の目を盗んで行っており、それが1年前の帰国の際にばれてしまっている。粋花自身は「服装自由主義者」と称しているが柚香は男の娘と解いている。また男の姿の粋花を見た森林檎が彼に一目ぼれしてしまっている。
好きなゲームはRPG。未来いわく、シミュレーションゲームなどの謎解き物が得意と評されている。
卯里同様、天糸瓜家訓と称する父親から叩きこまれた教育方針を遵守している。
卯里同様、友人が少ないらしく、未来の友人という方便にも真を受けてしまう。
長く未来と接しているにもかかわらず、彼自身を「3丁目の勇者みらいん」と確信していないため、ウェブ上の紹介文では「アホなのかもしれない」、2巻巻末のプロフィールには性格を「リリカルバカ」と紹介されている。
歌唱表現力に関しては、相手を振り回すほどの能力を持っている。
格闘能力は相当なものを持っており、実力の3割くらいの力+少しの本気でS・K・N社長が送り込んだ100人のマッチョな刺客を倒している。その際、真空竜巻旋風脚・天魔空刃脚（てんまくうじんきゃく）・神龍拳を繰り出している。
藤 みのり（ふじ みのり）
第27話（柚花最大のライバル現る その1）で初登場。1987年11月3日生まれの22歳。A型。身長162cm・体重47kgで、スリーサイズはB90・W59・H91。ファミ通のライバル誌「電脳GAME STATION」名物のセクシービジュアル系編集者。新人編集者の多摩ゆたか・東しずく（共に21歳）をお供に引き連れている。
「電脳GAME STATION」がファミ通に比べて知名度が低いのを目の当たりにしてから、ファミ通をライバル視している。自身が負けず嫌いで1位じゃないと気が済まない性格からも来ている。さらに上記の件に加え、年上いびりな性格も災いし、柚香との折り合いも悪い。
アイドルオーディションで読者のコネや姑息な手段も利用して優勝するものの、優勝賞品の「ハリウッドでプロデュース研修」を受けることとなってしまった。
天糸瓜剛也（へちま ゴーヤ）
第45話（粋花男化計画!親父に見つかる前に その1）で初登場の50歳。世界的なゲームメーカーのカップンコゲームズ社長で卯里・粋花の父。必殺技は波動拳。家長として絶対的な権力をもつため、卯里・粋花から非常に恐れられている。
会社が迎えに出した車の搭乗を断る、建設現場から落ちてきた鉄骨に潰されても平然としている、廃車にする手伝いをする、卯里の妨害工作にも屈しないほどの強靭な身体をしている。
S・K・N社長
第48話（粋花男化計画!親父に見つかる前に その4）で初登場。国内4大格ゲーメーカーの一つ、S・K・N（スーパー・格闘・日本一）の社長で、森林檎の父親。下の名前は不明。娘に自らの会社のゲームや嗜好を押しつけた張本人。
婿に迎え入れる条件に「屈強な男」としているのは、自らが貧相ななりをしているため。
娘にGPS迷子機能を搭載させ、どこにいるかを監視しているがどこに受信機にあたるものを仕込んでいるのかは不明。

## その他
- 第9話で取り扱った『ファイナルファンタジーXIII』のキャラクターとマリオシリーズのキャラクターとのやり取りで不適切な部分があったとしてスクウェア・エニックスよりクレームを受け、ファミ通側が謝罪している。そのため、第9話は単行本未掲載になり、一時期その回以降の『ファミ通コミッククリア』上での配信が止まったままになっていたが、2010年3月より更新が再開された[32]。
- 作者自身の体調不良（風邪による発熱とそれに伴う腹痛）で1ヶ月（2話分）休載になった。このことはブログ内で発表された[33]。

## 単行本
- 大島永遠『四姉妹（しとらす）エンカウント』 エンターブレイン〈ファミ通クリアコミックス〉、全7巻

1. （2010年8月11日発売）、ISBN 978-4-04-726705-3
2. （2011年3月14日発売[34]）、ISBN 978-4-04-727150-0
3. （2011年10月15日発売）、ISBN 978-4-04-727563-8
4. （2012年7月12日発売）、ISBN 978-4-04-728176-9
5. （2013年4月15日発売）、ISBN 978-4-04-728783-9
6. （2014年1月14日発売）、ISBN 978-4-04-729408-0
7. （2014年7月15日発売）、ISBN 978-4-04-729694-7